# Ахманаев, Николай Иванович
Никола́й Ива́нович Ахманаев (17 ноября 1925, Златоуст, Уральская область — 15 марта 2013, Челябинск) — советский спортсмен, футболист, игрок в хоккей с шайбой, нападающий, тренер.

## Биография
Родился в Златоусте. В 11 лет перебрался в Челябинск. Окончил энергетический техникум.
В футбол играл за челябинский «Дзержинец» / «Авангард» в низших лигах в 1947—1955 годах. В 1948 году провёл один матч в первой группе, после чего команда была переведена во вторую группу.
За хоккейный «Дзержинец» играл в чемпионате 1949/50.
Тренировал женскую команду ЧТЗ по хоккею с мячом (1952)
Окончил отделение футбола-хоккея центральной школы тренеров РСФСР (1954).
Работал в СО «Динамо» Челябинск (до 1959 года), мастером и тренером футбольной команды на челябинском радиозаводе.